# Kazuma Nagai
Kazuma Nagai (japanisch 長井 一真 Nagai Kazuma; * 2. November 1998 in Toyonaka, Präfektur Osaka) ist ein japanischer Fußballspieler.

## Karriere
Kazuma Nagai erlernte das Fußballspielen in der Jugendmannschaft des Osaka Central FC, der Schulmannschaft der Kokoku High School sowie in der Universitätsmannschaft der Kansai-Universität. Von Juni 2020 bis Saisonende wurde er von der Universität an Kyōto Sanga ausgeliehen. Der Verein aus Kyōto spielte in der zweiten japanischen Liga, der J2 League. Sein Zweitligadebüt gab er am 28. Juni 2020 im Heimspiel gegen Júbilo Iwata. Hier wurde er in der 85. Minute für Takahiro Iida eingewechselt. Mit dem Verein aus Kyōto feierte er Ende 2021 die Vizemeisterschaft und den Aufstieg in die erste Liga. Im Januar 2023 unterschrieb er in Mito einen Vertrag beim Zweitligisten Mito Hollyhock. Nach 48 Ligaspielen wechselte er im Februar 2025 auf Leihbasis zum ebenfalls in der zweiten Liga spielenden Blaublitz Akita.

## Erfolge
Kyoto Sanga FC
- Japanischer Zweitligavizemeister: 2021  ▲